# معركة مستنقع وايت أوك

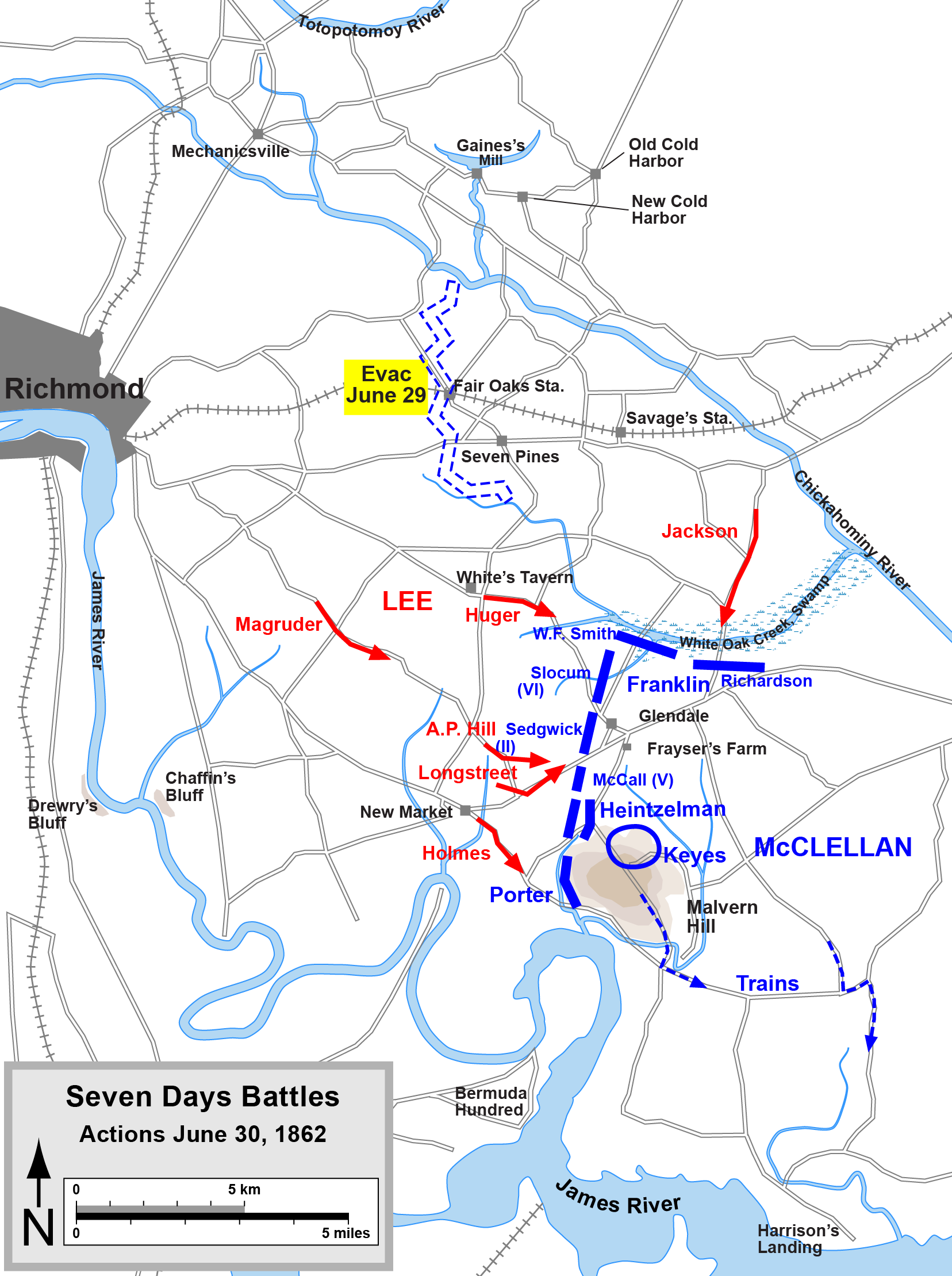
معارك الأيام السبعة ، 30 يونيو 1862

معركة مستنقع وايت أوك (بالإنجليزية: Battle of White Oak Swamp)‏ هي معركة وقعت في 30 يونيو 1862 ، في مقاطعة هنريكو ، فرجينيا ، كجزء من معارك الأيام السبعة ( حملة شبه الجزيرة ) خلال أحداث الحرب الأهلية الأمريكية . قبيل المعركة كان قد تراجع جيش الاتحاد من بوتوماك باتجاة الجنوب الشرقي نحو نهر جيمس ، خلال ذلك اصتدمت القوات التي كانت تحمي مؤخرة جيش الاتحاد تحت قيادة الجنرال وليام فرانكلين وأوقفت قوات الجنرال توماس ج. جاكسون على معبر وايت أوك بريدج ، مما أدى إلى اشتباكات للمدفعية ، في حين كانت وفي وقت متزامن قد اندلعت معركة غليندال الرئيسية على بعد ميلين (3   كم) أقصى الجنوب حول مزرعة فرايزر. وتعتبر معركة مستنقع وايت أوك عمومًا جزءًا من معركة غليندال الأكبر.و بسبب هذه المقاومة من ،الجنرال قائد الفيلق السادس ويليام ب. فرانكلين ، تم منع جاكسون من الانضمام إلى الهجوم الموحد على جيش الاتحاد في غليندال الذي أمر به الجنرال روبرت إي لي ، مما أسفر عن نتيجة غير حاسمة ، ولكن النتيجة الأهم هو تجنيب جيش الاتحاد من الدمار المحتمل ليكون لاحقا قادرة على تولي موقف دفاعي قوي في مالفيرن هيل .

## روابط خارجية
- حملة الأيام السبعة لعام 1862: الخرائط والتاريخ والصور وأخبار الحفظ ( Civil War Trust )
- تاريخ الرسوم المتحركة لحملة بينينسولا